# تپه بیجانه ۴
تپه بیجانه ۴ مربوط به مس و سنگ است و در شهرستان کرمانشاه، بخش مرکزی، دهستان درورود فرامان، ۵۰۰ متری شمال غرب روستای بیجانه واقع شده و این اثر در تاریخ ۲۶ اسفند ۱۳۸۷ با شمارهٔ ثبت ۲۵۵۸۲ به‌عنوان یکی از آثار ملی ایران به ثبت رسیده است.